# سانی ساید (جورجیا)
سانی ساید، جورجیا (به انگلیسی: Sunny Side, Georgia) یک شهر در ایالات متحده آمریکا با جمعیت ۱۳۴ نفر است که در جورجیا واقع شده‌است.

## موقعیت جغرافیایی
موقعیت جغرافیایی شهرها و مناطق اطراف به شرح زیر است: